# Marzia (moglie di Catone)
Marzia (fl. I secolo a.C.) è stata la seconda moglie di Catone Uticense.
Figlia di Lucio Marcio Filippo, visse nella seconda metà del I secolo a.C. Viene ricordata soprattutto per il suo matrimonio con Catone il Giovane, detto anche l’Uticense, al quale fu data in sposa giovanissima. Secondo gli usi del tempo, il padre, in accordo con Catone, la diede poi in sposa a Quinto Ortensio Ortalo per fini procreativi. Dopo la morte di Ortensio lei tornò da Catone, divenendo così un simbolo di fedeltà coniugale.
Dante Alighieri, che lesse la sua storia probabilmente da Lucano, la collocò nel Limbo degli spiriti magni accanto ad altre importanti donne della mitologia romana (Inf. IV, 128) e la citò anche nel Purgatorio (I, 79) e nel Convivio, dove interpreta la sua storia in senso allegorico:
(Convivio IV, xxviii, 15)

## Biografia
Intorno al 62 a.C. Marzia sposò Catone dal quale ebbe due figli. Nel 56 a.C., a seguito della decisione di Catone di cederla a scopo procreativo, sposò l’oratore Quinto Ortensio Ortalo, al quale diede un figlio. Alla morte di Ortensio, nel 50 a.C., sposò nuovamente Catone.

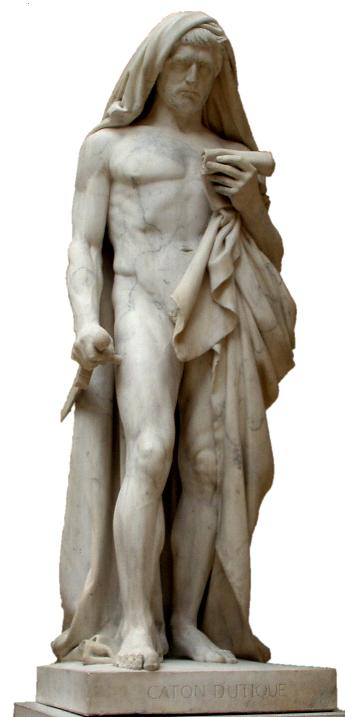
Marco Porcio Catone

L’unione matrimoniale tra Catone e Marzia si svolse in linea con le disposizioni del diritto romano, che permetteva al marito o al padre di prestare a un altro uomo la moglie o la figlia a fini di procreazione. Tale pratica non era rara, soprattutto tra i ceti elevati, e non era considerata eccentrica e sconveniente. Alla sua base c’era l’idea che le donne in età fertile avessero il dovere di procreare per garantire la prosecuzione dei ceti elevati.

## Testimonianze di scrittori e storici dell'antichità
La vicenda particolare di Marzia risulta tuttavia interessante perché le fonti raccontano di un’unione serena tra Catone e Marzia, su questa base Dante descrisse Catone come un marito innamorato e sempre disposto a rendere felice sua moglie, salvo poi cederla in prestito al suo migliore amico, il retore Ortensio Ortalo.

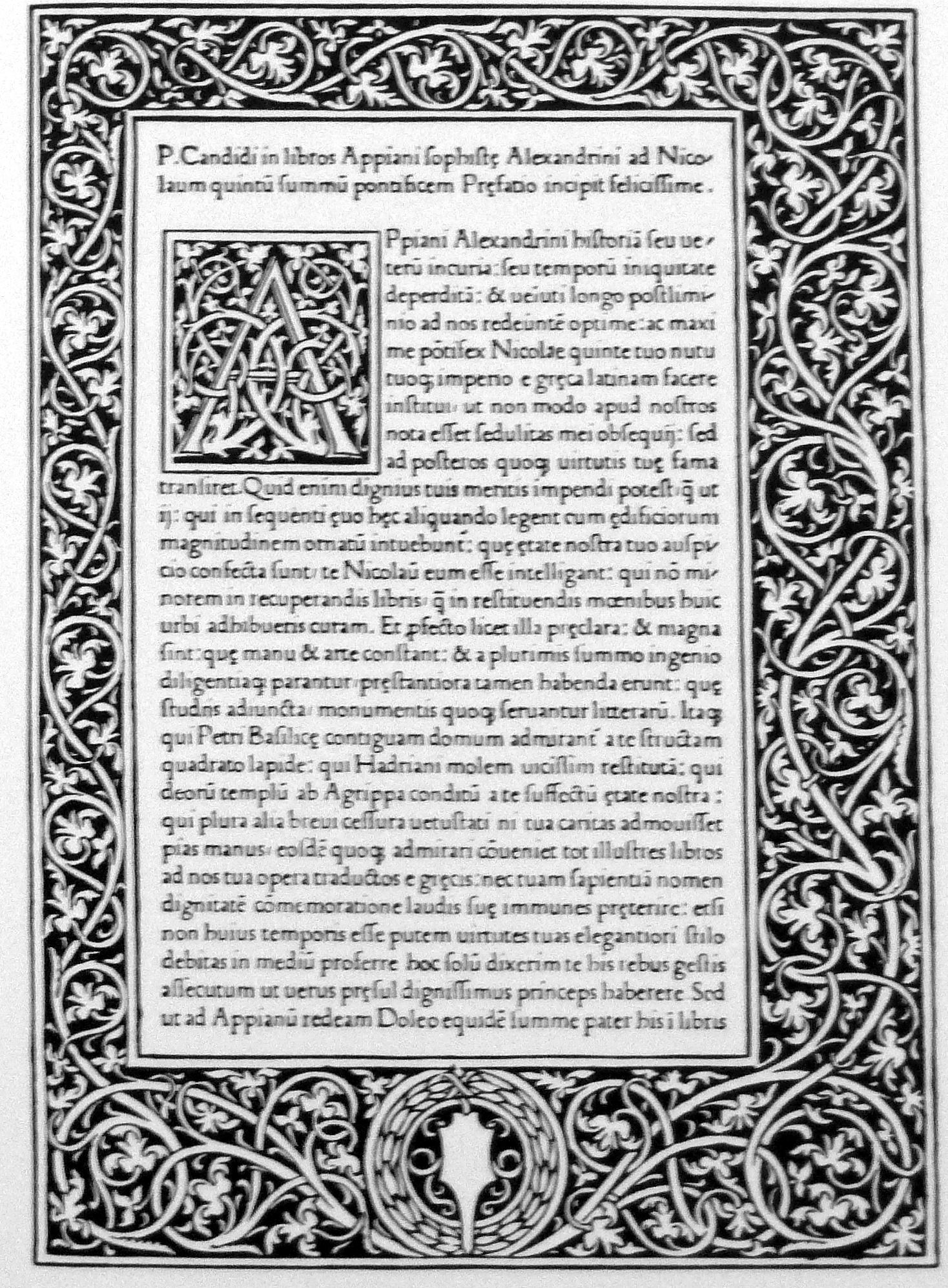
Storia romana

Lo storico e filosofo greco Appiano di Alessandria, vissuto tra il I e il II secolo d.C (durante i regni di Traiano, Adriano e Antonino Pio), riporta, in breve, la storia di Marzia e Catone nel XIV libro della sua opera, la Storia Romana
(Appiano (Storia Romana, 2, 14, 99))
Anche Lucano riassume la tormentata vicenda coniugale di Marzia e Catone in pochi versi della Pharsalia o Bellum civile, l’unica sua opera sopravvissuta, in cui descrive la celebre battaglia di Farsalo (9 agosto 48 a.C.), che vide la sconfitta di Pompeo da parte di Giulio Cesare.
Ma il racconto più lungo e dettagliato della vicenda di Marzia, Catone e Ortensio è quello scritto da Plutarco nelle Vite parallele, una serie di biografie di uomini celebri scritte verso la fine del I secolo d.C.
Plutarco racconta che Catone, dopo aver ripudiato per indegnità morale la moglie Attilia, sposò in seconde nozze Marzia, dalla quale ebbe due figli.
Catone aveva molti seguaci e ammiratori e, tra questi, uno dei più illustri era il retore Ortensio Ortalo, che era anche il suo migliore amico. Ortalo non aveva avuto figli dal suo matrimonio così chiese a Catone la mano della figlia Porcia, anche se quest'ultima era già sposata con Bibulo, al quale aveva dato due figli. Ortensio, per raggiungere il suo scopo, fece leva sulle virtù civili di Catone. Infatti, secondo le fonti dell'epoca, l’unico scopo di Catone era la difesa della res publica per la quale era disposto a sacrificare tutto ciò che concerneva la sfera individuale, persino i sentimenti.
(Plutarco (Cato minor, 25, 4-9))
A Catone parve fuor di luogo la richiesta di Ortensio e rifiutò, adducendo la motivazione che la figlia era già sposata. A questo punto Ortensio decise di chiedere la mano di Marzia, che allora era incinta e che, essendo ancora abbastanza giovane, avrebbe potuto avere altri figli. Catone, dopo aver chiesto il permesso al padre di Marzia, secondo la norma della conventio in manum, accettò la richiesta dell'amico.
Fu così che Marzia sposò Ortensio e lo stesso Catone presenziò alle sue nozze, per mostrare a tutti il suo benestare alla cessione della moglie per il bene dello Stato. 
Secondo la testimonianza di Lucano, alla morte di Ortensio, avvenuta circa nel 50 a.C., Marzia, di ritorno dal funerale, si recò da Catone per chiedergli di poter diventare nuovamente sua moglie.
(Lucano (Pharsalia, 2, 326-373))

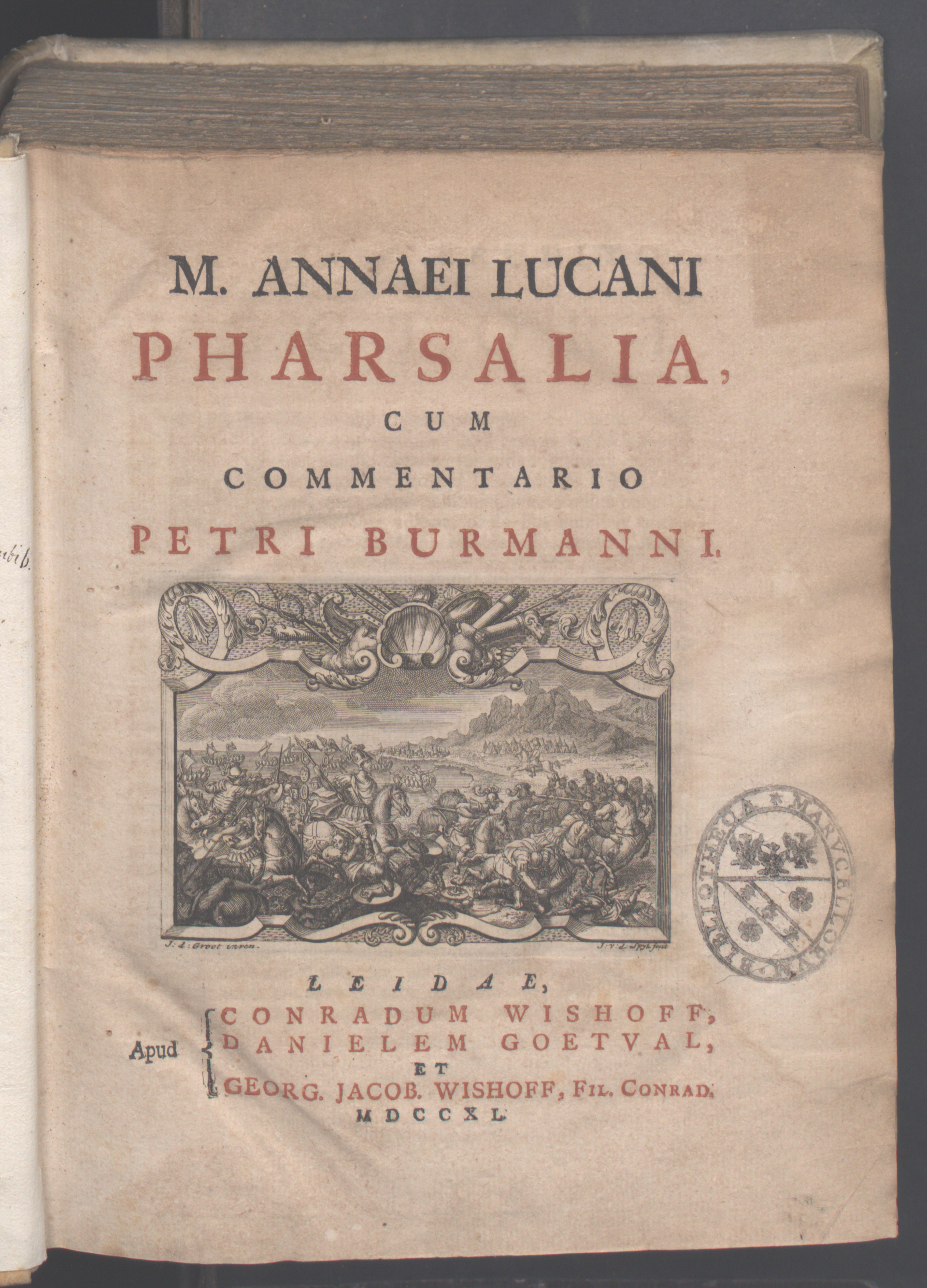
Pharsalia

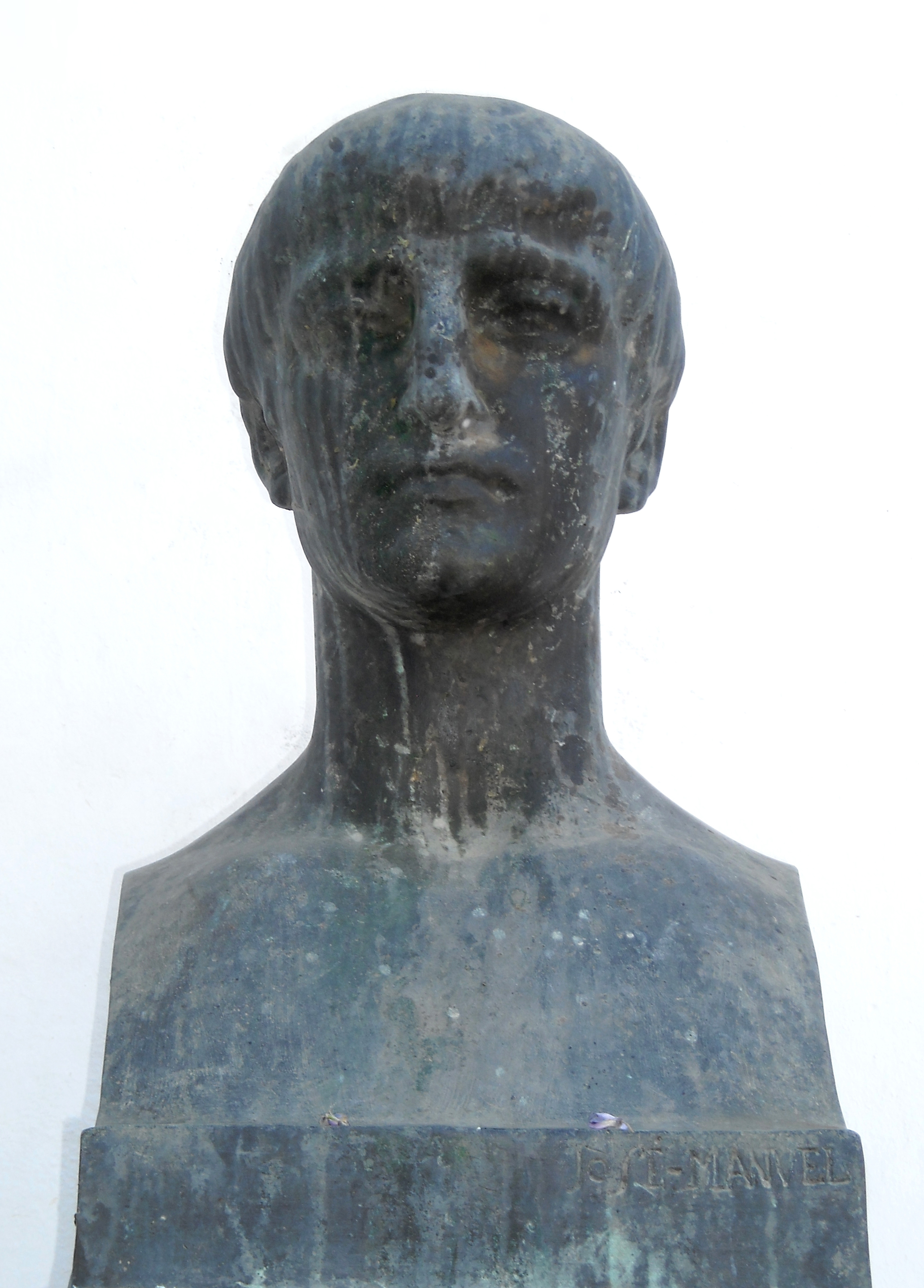
Lucano

Chiaramente il racconto è in chiave poetica e gli eventi sono drammatizzati, ma, già dai primi versi, Marzia è presentata da Lucano come una figura di grande dignità. Il dolore per la morte di Ortensio è composto e decoroso, in ossequio al principio stoico del decorum: depone le ceneri del marito nell’urna, si strappa i capelli e si percuote il petto.
Il racconto di Lucano dell’ingresso di Marzia sulla scena della Pharsalia è improvviso e mette in risalto la fretta di Marzia di ritornare dal primo marito. Catone acconsentì ad accoglierla nuovamente nella sua casa. 
In piena guerra civile e in linea con la notoria austerità di Catone, la cerimonia nuziale fu celebrata senza alcun sfarzo e in forma dimessa. Marzia non portava né l'acconciatura né gli accessori tipici delle spose, bensì indossava ancora gli abiti del lutto, almeno secondo Lucano.
Prima del matrimonio Marzia avanzò due richieste: 
1. di poter avere un’unione della quale desiderava soltanto il nome, nomen inane conubii, perché il matrimonio non sarebbe stato consumato, dato che la sua fecondità avrebbe potuto essere esaurita (Pharsalia v. 342-343); 
2. di essere ricordata per sempre come la moglie di Catone; ciò le avrebbe garantito di eliminare i dubbi sulla sua moralità, in modo che tutti avrebbero saputo, anche dopo la sua morte, che non era stata ripudiata dal marito, bensì affidata ad un altro uomo (Pharsalia 2, 343-345).
Marzia sapeva che la nuova unione con Catone avrebbe comportato la condivisione dei pericoli e delle fatiche della guerra civile, ma è così che:
(Lisa Sannicandro (“Per uno studio sulle donne della Pharsalia: Marcia Catonis”))
Già nell'antichità la vicenda di Marzia suscitò critiche e discussioni da parte degli avversari politici di Catone. In particolar modo Cesare accusò Catone di avidità per avere sposato nuovamente Marzia che, nel frattempo, aveva ricevuto un’ingente eredità a seguito della morte di Ortensio. In generale i giudizi negativi, che non riguardarono mai il prestito della moglie, considerato un fatto legittimo, erano motivati dal timore delle conseguenze politiche che tale prassi aveva determinato:  la procreazione formava infatti parentele che sarebbero poi diventate alleanze politiche estremamente utili in un periodo di guerre civili.

## Marzia nel Convivio di Dante
Nonostante le critiche a Catone, gli autori classici e in seguito anche quelli che tra Medioevo ed Età Moderna ripresero la sua storia, descrissero Marzia come una figura decorosa e rispettabile, leale sia nel suo ruolo di moglie sia nei confronti dello Stato romano. La sua travagliata storia coniugale fu resa ancora più particolare dalla scelta di tornare dal primo marito. Nella Commedia, Dante Alighieri la collocò nel Limbo degli spiriti magni e, nel Convivio, le dedicò un ampio brano, interpretando il suo ritorno a Catone come il ritorno dell'anima a Dio alla fine della vita.

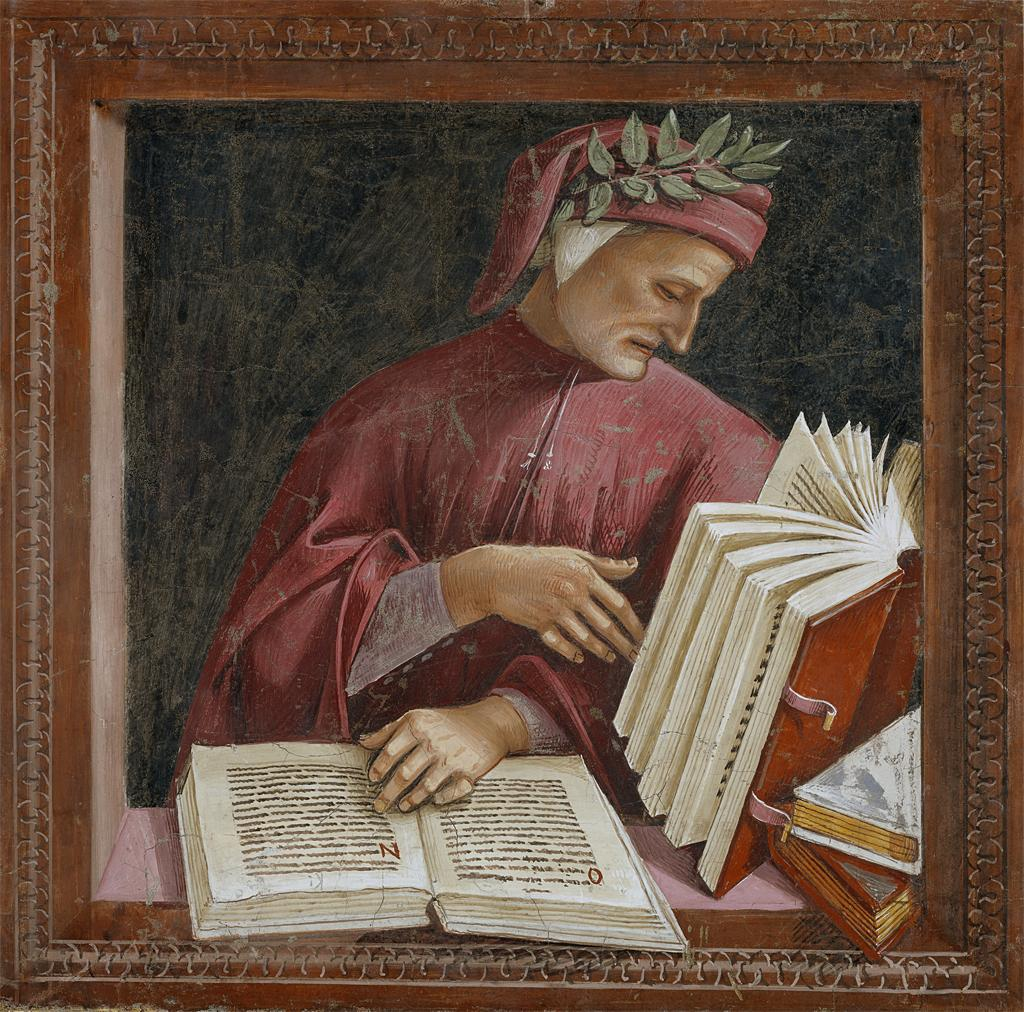
Dante Alighieri

(Convivio (IV XXVIII 13-19))

## Considerazioni degli storici moderni
Anche ai nostri giorni storici e letterati hanno svolto studi e approfondimenti su Marzia e, dalle loro riflessioni, è risultata una figura di donna particolare per avere fatto delle scelte in un’epoca in cui le donne avevano scarsissimo o nessun potere decisionale, soprattutto in fatto di matrimoni. Infatti dopo aver assecondato il marito e aver sposato Ortensio Ortalo, Marzia decise di tornare da Catone. Il suo fu un ritorno consapevole e motivato dalla necessità di tutelare la sua famiglia e il proprio nome.
Tra gli storici e i letterati che hanno studiato in modo approfondito l’atto giuridico del matrimonio all'epoca della Roma repubblicana, Eva Cantarella, nel saggio Matrimonio e sessualità nella Roma repubblicana:una storia romana di amore coniugale, rivela particolare conoscenza e precisione nella descrizione di tale pratica. Nella scelta del coniuge,  per tradizioni e cultura, i veri protagonisti, cioè gli sposi, non avevano la possibilità di decidere del loro futuro. 
Per introdurre la sua argomentazione la studiosa racconta la vicenda di Marzia, da un lato perché la sua storia è conosciuta e testimoniata e dall'altro forse perché proprio Marzia andò lievemente oltre le regole, scegliendo di tornare dal primo marito subito dopo la morte di Ortensio.
Lo scopo di Eva Cantarella, tuttavia, non è quello di raccontare una singola storia, ma quello di trarre da alcuni ben conosciuti esempi, quante più conoscenze possibili sulla famiglia, sul ruolo della donna e sulla sessualità nella Roma antica. La studiosa si impegna molto – e fa impegnare il lettore – nello sforzo di riflettere sulla mentalità che stava dietro alla prassi del “prestito”. Inoltre afferma che la storia di Marzia, che non sconcertò più di tanto i romani, ha disorientato molto di più gli storici moderni per la difficoltà di comprendere l’esistenza di usanze e costumi familiari così diversi dai nostri. Pertanto questa storia è stata spesso considerata come eccezionale e fuori dal comune, tanto che la sua originalità  è stata attribuita al carattere dei suoi protagonisti, considerati persone mature che avevano una visione del matrimonio come istituzione per la perpetuazione dello Stato piuttosto che come unione sentimentale. 

Un’altra spiegazione data afferma che Catone, essendo uno stoico, avrebbe messo in atto i principi stoici sulla comunanza delle donne. Tuttavia a Roma non erano solamente gli stoici a cedere le loro mogli e, pertanto, anche questa ipotesi viene a cadere.
((Eva Cantarella, (Matrimonio e sessualità nella Roma repubblicana, p.131))